# マーガレット・クアリー
マーガレット・クアリー（Margaret Qualley、1994年10月23日 - ）は、アメリカ合衆国の女優、モデル。マーガレット・クオリー、マーガレット・クォーリーとも表記される。

## 生い立ち
モンタナ州カリスペル出身で、母は女優アンディ・マクダウェル、父は元モデルで牧場主のポール・クアリー。姉レイニー・クアリーも女優でモデル。ノースカロライナ州アシュビルで育つ。パリで開催されたル・バル・デ・デビュタントに列席する。ノースカロライナ・スクール・オブ・ジ・アーツや、ニューヨークにあるアメリカン・バレエ・シアターとプロフェッショナル・チルドレンズスクールでバレエを修めたあと、ロンドンの王立演劇学校で演技を学び、それからニューヨーク大学に通う。2011年以降、モデル活動を始め、モデル事務所IMG Models等に所属。2011年、16歳の時にニューヨーク・コレクションでランウェイデビューを飾る。翌年、パリ・コレクション春/夏でシャネルの為にランウェイを果たした。ヴォーグやヴァニティ・フェアなどの雑誌に登場する。

## キャリア
2013年のジア・コッポラのデビュー映画『パロアルト・ストーリー』に登場以降、2014年から放映されているHBOのテレビドラマ『LEFTOVERS/残された世界』にレギュラー出演している。また、2016年の第69回カンヌ国際映画祭で初上映されたシェーン・ブラックの映画『ナイスガイズ!』などにも出演。
修道院を舞台にした2017年公開の映画『クローズド・ガーデン』でメリッサ・レオ、ディアナ・アグロンと共演して主人公のキャスリーン役を演じる。同年公開のミステリー映画『シドニー・ホールの失踪』にハロルドの娘アレクサンドラ役で出演する。さらにネットフリックスで配信された映画『Death Note/デスノート』にミア・サットン役で出演。
2019年にネットフリックス配信の映画『ユピテルとイオ』で主演を務める。それから同年、映画『ネイティブ・サン 〜アメリカの息子〜』や『ワンス・アポン・ア・タイム・イン・ハリウッド』に出演した。2016年に出演したKENZOのCMを見た小島秀夫により、2019年のデス・ストランディングのママ役に選ばれた。
2021年、ネットフリックス配信のドラマシリーズ『メイドの手帖』に主演。第79回ゴールデングローブ賞テレビドラマ演技賞（ミニシリーズ・テレビ映画部門）主演女優賞や全米映画俳優組合賞（SAG）女優賞（テレビ映画・リミテッドシリーズ部門）にノミネートされた。

## 私生活
コメディアンのピート・デイヴィッドソンと交際も2019年秋に破局した。
姉レイニーのミュージックビデオ「Love Me Like You Hate Me」で共演したシャイア・ラブーフと交際したが、2021年1月に破局が報じられた。
2023年8月、音楽プロデューサーのジャック・アントノフと結婚した。

## フィルモグラフィ

### 映画
| 年   | 邦題 原題                                                                     | 役名                                      | 備考                  | 吹替           |
| ---- | ----------------------------------------------------------------------------- | ----------------------------------------- | --------------------- | -------------- |
| 2013 | パロアルト・ストーリー Palo Alto                                              | ラケル                                    |                       | （吹替版なし） |
| 2016 | ナイスガイズ! The Nice Guys                                                   | アメリア                                  |                       | 竹村知美       |
| 2017 | クローズド・ガーデン Novitiate                                                | キャスリーン                              |                       | （吹替版なし） |
| 2017 | シドニー・ホールの失踪 The Vanishing of Sidney Hall                           | アレクサンドラ                            |                       | 島田愛野       |
| 2017 | Death Note/デスノート Death Note                                              | ミア・サットン                            | Netflixオリジナル映画 | 坂本真綾       |
| 2018 | デスマッチ 檻の中の拳闘 Donnybrook                                            | デリア・アンガス                          |                       | 大津愛理       |
| 2019 | ユピテルとイオ 地球上最後の少女 IO                                            | サム・ウォルデン                          | Netflixオリジナル映画 | 白石涼子       |
| 2019 | ストレンジ・アフェア Strange But True                                         | メリッサ・ムーディ                        |                       | 上條千尋       |
| 2019 | ネイティブ・サン 〜アメリカの息子〜 Native Son                                | メアリー・ダルトン                        |                       | （吹替版なし） |
| 2019 | ワンス・アポン・ア・タイム・イン・ハリウッド Once Upon a Time in... Hollywood | プッシーキャット                          |                       | おまたかな     |
| 2019 | セバーグ Seberg                                                               | リネット                                  |                       | 川上彩         |
| 2020 | マイ・ニューヨーク・ダイアリー My Salinger Year                               | ジョアンナ・ラコフ                        |                       | 竹内恵美子     |
| 2023 | 哀れなるものたち Poor Things                                                  | フェリシティ                              |                       | （吹替版なし） |
| 2024 | ドライブアウェイ・ドールズ Drive-Away Dolls                                   | ジェイミー                                |                       | 田村睦心       |
| 2024 | 憐れみの3章 Kinds of Kindness                                                 | ヴィヴィアン / マーサ / ルース / レベッカ |                       | （吹替版なし） |
| 2024 | サブスタンス The Substance                                                    | スー                                      |                       |                |
| 2025 | Blue Moon                                                                     | Elizabeth Weiland                         |                       |                |
| 2025 | Honey Don't!                                                                  | Honey O'Donahue                           |                       |                |
| 2025 | 俺は飛ばし屋/プロゴルファー・ギル2 Happy Gilmore 2                            | サリー                                    | Netflixオリジナル映画 | 山口立花子     |
| 2026 | The Dog Stars                                                                 | Cima                                      |                       |                |
| TBA  | Huntington                                                                    | TBA                                       | ポストプロダクション  |                |

### テレビドラマ
| 年        | 題                                                              | 役                 | 備考                                                                                              | 吹替     |
| --------- | --------------------------------------------------------------- | ------------------ | ------------------------------------------------------------------------------------------------- | -------- |
| 2014-2017 | LEFTOVERS/残された世界 The Leftovers                            | ジル・ガーヴィ     | 計18話出演                                                                                        | 白石涼子 |
| 2019      | フォッシー&ヴァードン 〜ブロードウェイに輝く生涯〜 Fosse/Verdon | アン・ラインキング | 第71回プライムタイム・エミー賞(リミテッド・シリーズ/テレビ映画) 助演女優賞ノミネート              | 森なな子 |
| 2021      | メイドの手帖 Maid                                               | アレックス         | 第79回ゴールデングローブ賞テレビドラマ演技賞（ミニシリーズ・テレビ映画部門） 主演女優賞ノミネート | 清水理沙 |

### その他出演作
| 年   | 題                                     | 役           | 備考                                        | 吹替     |
| ---- | -------------------------------------- | ------------ | ------------------------------------------- | -------- |
| 2016 | ケンゾー・ワールド Kenzo:KENZO World   | マーガレット | ウェブコマーシャル                          | N/A      |
| 2019 | デス・ストランディング Death Stranding | ママー       | ゲーム モーションキャプチャー作品・声の出演 | 坂本真綾 |